# Ockergelbes Flechtenbärchen
Das Ockergelbe Flechtenbärchen (Eilema palliatella) ist ein Schmetterling (Nachtfalter) aus der Unterfamilie der Bärenspinner (Arctiinae).

## Merkmale
Die Falter erreichen eine Flügelspannweite von 32 bis 36 Millimetern. Sie haben gestreckte, blass ockergelbe, leicht hell-gräuliche Vorderflügel, die um den Kopf dunkel gefärbt sein können. Der obere Rand ist undeutlich kräftiger gelb gefärbt. Bei den Männchen finden sich im Gegensatz zu E. complana keine Duftschuppen (Androkonien) in der Mitte der Vorderflügelunterseite. Die Hinterflügel sind gelb. Sie haben auf der Unterseite am Oberen Rand eine graue Beschuppung. Der Körper ist dunkel.
Die Raupen sind hellbeige gefärbt und haben am Rücken zwei schwarze Linien und an den Seiten je eine schwarze Punktreihe. Sie haben kurze, borstige, helle Haare.

### Ähnliche Arten
- Dottergelbes Flechtenbärchen (Eilema sororcula)
- Blassstirniges Flechtenbärchen (Eilema pygmaeola)
- Dunkelstirniges Flechtenbärchen (Eilema lutarella)

## Vorkommen und Verbreitung
Sie kommen in Süd- und Mitteleuropa vor. In Westeuropa findet man sie nur in bestimmten Gegenden. Sie leben an warmen, sonnigen Hängen, in sandigen Gegenden und auf dürren Kiefernheiden. Man findet sie bis in eine Höhe von 1.900 Metern.

### Flug- und Raupenzeiten
Das Ockergelbe Flechtenbärchen fliegt in einer Generation von Anfang bis Ende August. Die Raupen treten von Mitte Mai bis Mitte Juli in Erscheinung. Die hierzu vorliegenden Daten sind jedoch spärlich.

## Lebensweise
Die Falter sind sehr wärmeliebend. Sie lassen sich in der Nacht durch Licht anlocken.

## Nahrung der Raupen
Die Raupen ernähren sich von Stein- und Erdflechten, man findet sie aber auch an Blaugrünem Faserschirm (Trinia glauca) und Gold-Aster (Aster linosyris). Diese Pflanzen überragen die Vegetation, was den Raupen ermöglicht, unter deren Blütenständen von der Bodenhitze zu fliehen.

## Gefährdung
Das ockerfarbene Flechtenbärchen wird nach der roten Liste des deutschen Bundesamtes für Naturschutz als vom Aussterben bedroht eingestuft. Auch ein Rückgang des Bestandes des Blaugrünen Faserschirms (stark gefährdet) und der Gold-Aster (gefährdet) wurde nachgewiesen.